# COVID-19-Pandemie in Sri Lanka
Die COVID-19-Pandemie in Sri Lanka tritt als regionales Teilgeschehen des weltweiten Ausbruchs der Atemwegserkrankung COVID-19 auf und beruht auf Infektionen mit dem Ende 2019 neu aufgetretenen Virus SARS-CoV-2 aus der Familie der Coronaviren. Die COVID-19-Pandemie breitet sich seit Dezember 2019 von China ausgehend aus. Ab dem 11. März 2020 stufte die Weltgesundheitsorganisation (WHO) das Ausbruchsgeschehen des neuartigen Coronavirus als Pandemie ein.

## Verlauf
Am 27. Januar 2020 wurde der erste COVID-19-Fall in Sri Lanka bestätigt. In den WHO-Situationsberichten tauchte dieser Fall erstmals am 28. Januar 2020 auf.
Bis zum 6. April 2020 wurden von der WHO 176 COVID-19-Fälle und 5 Todesfälle in Sri Lanka bestätigt.
Aufgrund der COVID-19-Pandemie und der in diesem Zusammenhang verhängten allgemeinen Ausgangssperre konnte die für den 25. April 2020 angesetzte Parlamentswahl nicht abgehalten werden. Letztlich wurde der Wahltermin auf den 5. August 2020 verschoben. Außerdem wurden strenge Regularien für den Wahlkampf (keine Großveranstaltungen, Maskenpflicht, Händedesinfektion etc.) sowie für die eigentliche Wahl erlassen.

## Statistik
Die Fallzahlen entwickelten sich während der COVID-19-Pandemie in Sri Lanka wie folgt:

### Infektionen

Bestätigte Infizierte in Sri Lanka nach Daten der WHO. Oben kumuliert, unten Tageswerte

### Todesfälle

Bestätigte Todesfälle in Sri Lanka nach Daten der WHO. Oben kumuliert, unten Tageswerte